# 卜部弘嵩
卜部 弘嵩（うらべ ひろたか、1989年5月13日 - ）は、日本の元男性キックボクサー。東京都江東区出身。K-1 GYM SAGAMI-ONO KREST 所属。初代・第4代Krush -60kg（現：スーパーフェザー級）王者。第2代K-1 WORLD GPスーパーフェザー級世界王者。元ISKAオリエンタル世界スーパーライト級王者。
実弟はキックボクサーの卜部功也。日本人の父親とフィリピン人の母親を持つハーフ。血液型O型。妻はモデルの高橋ユウ。義姉はモデルの高橋メアリージュン、義兄は絵画アーティストの高橋源治、義弟はJリーガーの高橋祐治、義弟・祐治の妻は元AKB48でタレントの高城亜樹。

## 来歴
小学1年生の時に空手を始める。
2007年4月1日、日本アマチュアキックボクシング連盟主催「BRAVE-3」に出場。黒須睦夫に判定2-0勝ち、佐野博昭にも判定2-0勝ち。
2007年5月3日、「K-2 GRAND PRIX 第18回全日本新空手道選手権大会」軽中量級（65kg以下）に出場。決勝で渡部翔太（龍道場）に判定勝ちし、17歳での優勝を果たす。
2007年7月29日、18歳で全日本キックボクシング連盟興行でプロデビューし、西山洋介と対戦。開始直後から右ストレート、右ストレート、左ハイキックで3ダウンを奪い1R58秒でKO勝ち、プロデビュー戦を飾る。
2008年1月12日、全日本キックボクシング連盟2007年度年間表彰式が開催され、瀧谷渉太と共に新鋭賞を受賞した。
2008年2月9日、全日本キックボクシング連盟興行で鈴木真治とライト級ランキング戦で対戦。延長の末、判定負け。プロ4戦目で初黒星となった。
2008年7月7日、参戦を熱望していたK-1初参戦となったK-1 WORLD MAX 2008 FINAL8でデニス・テリシャと対戦し、右フックでKO負け。
2009年8月10日、K-1甲子園 〜FINAL 16で坪井悠介と対戦し、判定勝ち。
2009年10月より親元を離れ、弟・功也と2人暮らしを始め、所属先もチームドラゴンに変更。
2010年5月2日、K-1 WORLD MAX 2010 〜-63kg Japan Tournament 1st Round〜で谷山俊樹と対戦し、1-2の判定負け。
2010年9月20日、Krush.10で野杁正明と対戦し、0-2の判定負け。
2010年12月12日、Krush -60kg級初代王座決定トーナメントに出場。1回戦で元全日本スーパー・フェザー級王者・石川直生と対戦し、2-0の判定勝ち。

### Krush王座獲得
2011年4月30日、Krush -60kg級初代王座決定トーナメントの準決勝で、DYNAMITE祐太と対戦し、2-0の判定勝ち。決勝戦で"狂拳"竹内裕二と対戦し、1Rに左ハイキックでKO勝ち。初代Krush -60kg級王座の獲得に成功。
2011年7月16日、Krush -70kg初代王座決定トーナメント〜決勝戦〜で、WBCムエタイ中国王者チェン・ミンミンと対戦し3Rに放った飛び膝蹴りでチェンの鼻骨が骨折。それによりドクターストップがかかりTKO勝ちを収めた。
2012年1月9日、Krush.15にてKrush -60kg級王座の防衛戦で石川直生と対戦し、0-0の引き分で王座の初防衛に成功した。
2012年7月21日、Krush.20にてKrush -60kg級王座の防衛戦で大沢文也と対戦し、後ろ回し蹴りでKO勝ち。2度目の王座防衛に成功。
2012年12月14日、Krush.25にてKrush -60kg級王座の防衛戦で石川直生と対戦し、0-1の引き分で3度目の王座のに成功。
2013年8月11日、Krush.30にてKrush -60kg級王座の防衛戦で板橋寛と対戦し、0-3の判定負けで王座防衛に失敗。
2014年5月1日、フランス・ゲレで開催されたBEST OF FIGHTのISKAオリエンタル世界スーパーライト級（-63.5kg）王座決定戦でグザヴィエ・バスターと対戦し、判定勝ちで王座の獲得に成功。
2014年11月9日、Krush.47のKrush -60kg級王座決定戦で島野浩太朗と対戦し、3-0の判定勝ち。王座獲得に成功。
2015年1月18日、K-1 WORLD GP -60kg級初代王座決定トーナメントに出場。1回戦でカリム・ベノーイにTKO勝ち。準決勝でハビエル・エルナンデスに判定勝ちしたが、決勝戦で卜部功也に0-3の判定負けを喫して、準優勝に終わる。
2015年5月4日、Krush.54にてKrush -60kg級王座の防衛戦でヘルマン・タブエンカと対戦し、KO勝ち。王座の初防衛に成功。
2015年9月2日、Krush.58にてKrush -60kg級王座の防衛戦でジュアン・シューソンと対戦し、TKO勝ち。2度目の王座防衛に成功。

### K-1 WORLD GPスーパーフェザー級王座獲得
2015年11月21日、K-1 WORLD GP 2015 IN JAPAN～THE CHAMPIONSHIP～でK-1 WORLD GP -60kg級王者・卜部功也と対戦し、右飛びヒザ蹴りでKO勝ち。王座の獲得に成功。
2016年3月4日、K-1 WORLD GP 2016 IN JAPAN～-65kg日本代表決定トーナメント～でWKA世界ライト級王者・ヨハネス・ウルフと対戦し、軽快なステップと蹴りに最後まで翻弄され、0-2の判定負け。
2016年4月24日、K-1 WORLD GP 2016 IN JAPAN～-60kg日本代表決定トーナメント～で対戦相手のパウロ・テバウが計量オーバー、テバウは1点減点で試合が行われ、0-2の判定負け。
2016年6月1日、K-1に集中するためKrush -60kg王座を返上。
2016年9月19日、K-1 WORLD GP 2016 スーパー・フェザー級世界最強決定トーナメントに出場。1回戦でヨハネス・ウルフと対戦し、3-0の判定勝ちでリベンジを果たす。続く準決勝で大雅にスピードとパンチ力で圧倒され0-3の判定負け。
2017年2月25日、 K-1 WORLD GP 2017 JAPAN ～初代ライト級王座決定トーナメント～にてK-1 WORLD GP スーパー・フェザー級王座の防衛戦で大雅と対戦し、序盤は互角の展開だったが徐々にペースを握られ、3ラウンドに入ると動きが落ちパンチのラッシュで2度ダウンを奪われた末に判定負けを喫し、王座の初防衛に失敗した。
2017年09月18日、K-1 WORLD GP 2017 JAPAN ～初代ウェルター級王座決定トーナメント～にて山本真弘と3年ぶりに再戦し、1Rに右ストレートでダウンを奪い、2Rに右ストレートの連打とボディへの右膝蹴りで2度ダウンを奪うと、最後は右ストレートでKO勝ちを収めた。
2018年3月21日、K-1 WORLD GP 2018 JAPAN ～K'FESTA.1～にてK-1 WORLD GP 第4代スーパー・フェザー級王座決定トーナメントに出場。一回戦で皇治に延長で判定負けを喫した。
2019年3月10日、K-1 WORLD GP 2019 JAPAN ～K'FESTA.2～のK-1 WORLD GPフェザー級タイトルマッチで王者の村越優汰に挑戦し、判定負けを喫し王座獲得に失敗した。
2019年11月24日、K-1 WORLD GP第3代フェザー級王座決定トーナメントに出場。1回戦でブランドン・スペインに判定勝ちするも、準決勝でジャオスアヤイ・ソー.デッチャパンに判定負けを喫した。
2020年12月13日、K-1 WORLD GP 2020 JAPAN～K-1冬の大一番～で才賀紀左衛門と対戦するも、卜部は前日の計量で1.9キロオーバー、試合前に減点2が科せられた。試合でも2Rまでに才賀に膝蹴りで2度ローブローを入れ、才賀はダメージが大きく試合続行不可能となったため、卜部の反則負けとなった。

### 私生活
2017年2月の「K-1 WORLD GP 2017 JAPAN 〜初代ライト級王座決定トーナメント〜」を姉・高橋メアリージュンに誘われ、K-1初観戦した女優・モデルの高橋ユウがリング上の卜部に一目ぼれし、兄弟姉妹とマネージャーを交えた食事会を経て、もともと好きなタイプを聞かれたら「高橋ユウ」と答えていたという卜部からの告白で交際、同棲へと発展。2018年7月22日放送の『行列のできる法律相談所』番組内で公開プロポーズし、同年9月に婚姻届を提出し、結婚。2019年5月18日にハワイ州のザ・カハラ・ホテル＆リゾートで挙式、7月14日にホテル雅叙園東京で挙式・披露宴を行った。

## 戦績

### プロキックボクシング
| キックボクシング 戦績 | キックボクシング 戦績 | キックボクシング 戦績 | キックボクシング 戦績 | キックボクシング 戦績 | キックボクシング 戦績 | キックボクシング 戦績 |
| --------------------- | --------------------- | --------------------- | --------------------- | --------------------- | --------------------- | --------------------- |
| 60 試合               | (T)KO                 | 判定                  | その他                | 引き分け              | 無効試合              |                       |
| 37 勝                 | 18                    | 19                    | 0                     | 3                     | 0                     |                       |
| 20 敗                 | 3                     | 16                    | 1                     | 3                     | 0                     |                       |

| 勝敗 | 対戦相手                          | 試合結果                           | 大会名 | 開催年月日     |
| ×    | 島野浩太朗                        | 3R 2:51 KO (右ストレート)          | K-1 WORLD GP 2022 JAPAN ～第3代スーパー・バンタム級王座決定トーナメント～                                                                            | 2022年2月27日  |
| ×    | 芦澤竜誠                          | 3R終了 判定0-3                     | K-1 WORLD GP 2021 JAPAN ～よこはまつり～ | 2021年9月20日  |
| ×    | 才賀紀左衛門                      | 反則負け                           | K-1 WORLD GP 2020 JAPAN～K-1冬の大一番～ | 2020年12月13日 |
| ×    | ジャオスアヤイ・ソー.デッチャパン | 3R+延長1R終了 判定0-3              | K-1 WORLD GP 2019 JAPAN ～よこはまつり～ 【K-1 WORLD GP第3代フェザー級王座決定トーナメント準決勝】                                                   | 2019年11月24日 |
| ○    | ブランドン・スペイン              | 3R終了 判定3-0                     | K-1 WORLD GP 2019 JAPAN ～よこはまつり～ 【K-1 WORLD GP第3代フェザー級王座決定トーナメント1回戦】                                                    | 2019年11月24日 |
| ×    | 村越優汰                          | 3R終了 判定0-3                     | K-1 WORLD GP 2019 JAPAN ～K'FESTA.2～ 【K-1 WORLD GPフェザー級タイトルマッチ】                                                                       | 2019年3月10日  |
| ○    | 芦澤竜誠                          | 3R 2:28 KO (右ストレート)          | K-1 WORLD GP 2018 JAPAN ～第3代スーパー・ライト級王座決定トーナメント～                                                                              | 2018年11月3日  |
| ○    | シュエ・シェンジェン              | 3R終了 判定3-0                     | Krush.90 | 2018年7月22日  |
| ×    | 皇治                              | 3R+延長1R終了 判定0-3              | K-1 WORLD GP 2018 JAPAN ～K'FESTA.1～ 【K-1 WORLD GP 第4代スーパー・フェザー級王座決定トーナメント1回戦】                                            | 2018年3月21日  |
| ○    | 山本真弘                          | 2R 2:51 KO (3ダウン：右ストレート) | K-1 WORLD GP 2017 JAPAN ～初代ウェルター級王座決定トーナメント～                                                                                     | 2017年09月18日 |
| ×    | ジェン・ジュンフェン              | 3R終了 判定0-2                     | Krush.77 | 2017年7月16日  |
| ×    | 大雅                              | 3R終了 判定0-3                     | K-1 WORLD GP 2017 JAPAN ～初代ライト級王座決定トーナメント～ 【K-1 WORLD GP スーパー・フェザー級タイトルマッチ】                                     | 2017年2月25日  |
| ×    | 大雅                              | 3R終了 判定0-3                     | K-1 WORLD GP 2016 IN JAPAN ～スーパー・フェザー級世界最強決定トーナメント～ 【K-1 WORLD GP 2016 スーパー・フェザー級世界最強決定トーナメント準決勝】 | 2016年9月19日  |
| ○    | ヨハネス・ウルフ                  | 3R終了 判定3-0                     | K-1 WORLD GP 2016 IN JAPAN ～スーパー・フェザー級世界最強決定トーナメント～ 【K-1 WORLD GP 2016 スーパー・フェザー級世界最強決定トーナメント1回戦】  | 2016年9月19日  |
| ×    | パウロ・テバウ                    | 3R終了 判定0-2                     | K-1 WORLD GP 2016 IN JAPAN～-60kg日本代表決定トーナメント～                                                                                          | 2016年4月24日  |
| ×    | ヨハネス・ウルフ                  | 3R終了 判定0-2                     | K-1 WORLD GP 2016 IN JAPAN～-65kg日本代表決定トーナメント～                                                                                          | 2016年3月4日   |
| ○    | 卜部功也                          | 3R 2:14 TKO (右飛びヒザ蹴り)       | K-1 WORLD GP 2015 IN JAPAN～THE CHAMPIONSHIP～ 【K-1 WORLD GP -60kgタイトルマッチ】                                                                  | 2015年11月21日 |
| ○    | ジュアン・シューソン              | 3R 0:44 TKO (レフェリーストップ)   | Krush.58 【Krush -60kg級タイトルマッチ】 | 2015年9月2日   |
| ○    | 闘士                              | 延長R終了 判定3-0                  | K-1 WORLD GP IN JAPAN～－70kg初代王座決定トーナメント                                                                                                | 2015年7月4日   |
| ○    | ヘルマン・タブエンカ              | 3R 1:44 KO                         | Krush.54 【Krush -60kg級タイトルマッチ】 | 2015年5月4日   |
| ×    | 卜部功也                          | 3R終了 判定0-3                     | K-1 WORLD GP 2015 ～-60kg初代王座決定トーナメント～ 【K-1 WORLD GP -60kg級初代王座決定トーナメント決勝戦】                                           | 2015年1月18日  |
| ○    | ハビエル・エルナンデス            | 延長R終了 判定3-0                  | K-1 WORLD GP 2015 ～-60kg初代王座決定トーナメント～ 【K-1 WORLD GP -60kg級初代王座決定トーナメント準決勝】                                           | 2015年1月18日  |
| ○    | カリム・ベノーイ                  | 1R 2:03 TKO (レフェリーストップ)   | K-1 WORLD GP 2015 ～-60kg初代王座決定トーナメント～ 【K-1 WORLD GP -60kg級初代王座決定トーナメント1回戦】                                            | 2015年1月18日  |
| ○    | 島野浩太朗                        | 3R終了 判定3-0                     | Krush.47 【Krush -60kg級王座決定戦】 | 2014年11月9日  |
| ○    | 山本真弘                          | 3R終了 判定3-0                     | Krush.44 | 2014年8月9日   |
| ○    | グザヴィエ・バスター              | 3R終了 判定                        | フランス・ゲレ「BEST OF FIGHT」 【ISKAオリエンタル世界スーパーライト級王座決定戦】                                                                   | 2014年5月1日   |
| ○    | パク・ヒョンソン                  | 3R終了 判定3-0                     | Krush.38 | 2014年2月14日  |
| ×    | 梶原龍児                          | 3R終了 判定0-3                     | Krush.35 | 2013年12月14日 |
| ×    | 板橋寛                            | 延長R終了 判定0-3                  | Krush.30 【Krush -60kg級タイトルマッチ】 | 2013年8月11日  |
| ○    | アントニオ・カンパーニャ          | 3R 2:24 KO (右ストレート)          | Krush.28 | 2013年5月12日  |
| ○    | SHIGERU                           | 延長R 0:28 TKO (ドクターストップ)  | Road to GLORY JAPAN -65kg SLAM | 2013年3月10日  |
| △    | 石川直生                          | 3R終了 判定0-1                     | Krush.25 ～TEAM DRAGON 10th Anniversary～ 【Krush -60kg級タイトルマッチ】                                                                            | 2012年12月14日 |
| ○    | グザヴィエ・バスター              | 延長R 2:08 TKO (ドクターストップ)  | Krush.23 | 2012年10月8日  |
| ○    | 木村天鮮                          | 1R 2:17 KO (右ハイキック)          | ビッグバン・統一への道 其の十 | 2012年9月2日   |
| ○    | 大沢文也                          | 1R 2:48 KO (後ろ蹴り)              | Krush.20 【Krush -60kg級タイトルマッチ】 | 2012年7月21日  |
| ○    | 松野祐貴                          | 3R終了 判定3-0                     | ビッグバン・統一への道 其の九 | 2012年6月3日   |
| ○    | 小林聖人                          | 1R 1:23 KO (右ハイキック)          | Krush.18 | 2012年5月3日   |
| △    | 石川直生                          | 3R終了 判定0-0                     | Krush.15 【Krush -60kg級タイトルマッチ】 | 2012年1月9日   |
| ○    | マイク・レダン                    | 3R終了 判定3-0                     | Krush.13 | 2011年11月12日 |
| ○    | ジャン・ポー                      | 3R終了 判定2-0                     | Krush.12 | 2011年9月24日  |
| ○    | チェン・ミンミン                  | 3R 0:57 TKO (ドクターストップ)     | Krush -70kg初代王座決定トーナメント〜決勝戦〜 | 2011年7月16日  |
| ○    | "狂拳"竹内裕二                    | 1R 1:28 KO (左ハイキック)          | Krush初代王座決定トーナメント ～Triple Final Round～ 【Krush -60kg級初代王座決定トーナメント決勝戦】                                                 | 2011年4月30日  |
| ○    | DYNAMITE祐太                      | 3R終了 判定2-0                     | Krush初代王座決定トーナメント ～Triple Final Round～ 【Krush -60kg級初代王座決定トーナメント準決勝】                                                 | 2011年4月30日  |
| ○    | 石川直生                          | 3R終了 判定2-0                     | Krush初代王座決定トーナメント ～Triple Final Round～ 【Krush -60kg級初代王座決定トーナメント1回戦】                                                  | 2010年12月12日 |
| ×    | 野杁正明                          | 3R終了 判定0-2                     | Krush.10 | 2010年9月20日  |
| ○    | 生井宏樹                          | 3R終了 判定3-0                     | Krush-EX 〜Next Generation Fight 2010 vol.2〜 | 2010年6月12日  |
| ×    | 谷山俊樹                          | 延長R終了 判定1-2                  | K-1 WORLD MAX 2010 〜-63kg Japan Tournament 1st Round〜                                                                                              | 2010年5月2日   |
| ○    | 小山泰明                          | 2R 2:41 KO（右フック）             | Krush-EX 〜New Generation Fight〜 | 2010年2月19日  |
| ○    | 伊藤将彦                          | 1R 1:13 KO（膝蹴り）               | Krush-EX 〜新宿 Dog Fight〜 | 2009年12月4日  |
| ○    | 上杉隼士                          | 3R終了 判定3-0                     | Krush.4 | 2009年9月22日  |
| ○    | 坪井悠介                          | 3R終了 判定3-0                     | K-1甲子園 〜FINAL 16 | 2009年8月10日  |
| △    | 中向居尚輝                        | 3R終了 判定0-0                     | 全日本キックボクシング連盟「CROSSOVER-2」 | 2009年4月18日  |
| ×    | 永野裕典                          | 1R 2:23 KO（2ダウン：右フック）    | 全日本キックボクシング連盟「Krush! Rookies Cup 〜K-1 RULE 60kg Tournament〜」【1回戦】                                                               | 2009年4月18日  |
| ×    | 水落洋祐                          | 3R終了 判定0-2                     | 全日本キックボクシング連盟「Krush! 〜Kickboxing Destruction〜」                                                                                      | 2008年11月8日  |
| ○    | 石橋真幸                          | 3R 2:33 KO（右ローキック）         | K-1甲子園 KING OF UNDER 18 〜FINAL16〜 | 2008年8月29日  |
| ×    | デニス・テリシャ                  | 2R 1:16 KO（右フック）             | K-1 WORLD MAX 2008 World Championship Tournament FINAL8                                                                                              | 2008年7月7日   |
| ×    | 鈴木真治                          | 3R+延長R終了 判定0-3               | 全日本キックボクシング連盟「CUB☆KICK'S-9」 | 2008年2月9日   |
| ○    | 相馬一仁                          | 3R終了 判定3-0                     | 全日本キックボクシング連盟「浪漫」 Kickboxer of the best 60 Tournament 〜決勝戦〜                                                                    | 2007年10月25日 |
| ○    | ユウキ                            | 3R終了 判定3-0                     | 全日本キックボクシング連盟「Road to 70's」 | 2007年9月29日  |
| ○    | 西山洋介                          | 1R 0:58 KO（左ハイキック）         | 全日本キックボクシング連盟「Super Fight 2007」 | 2007年7月29日  |

## 獲得タイトル
- 全日本新空手K-2軽中量級王者（2007年）
- 初代Krush -60kg王座 (防衛3度)
- ISKAオリエンタル世界スーパーライト級王座
- 第4代Krush -60kg王座 (防衛2度)
- 第2代K-1 WORLD GPスーパーフェザー級世界王座

## 人物・エピソード
- 後輩の大岩龍矢に、観客に印象を残すため、チェーンを巻くように助言した[15]。
- 2018年10月にモデルの高橋ユウと入籍[4]。7月22日放送の『行列のできる法律相談所』（日本テレビ系）において、卜部がプロポーズをしていた[16]。
- 2021年6月24日、自身のオフィシャルブログで息子の将来について「やはり我が子、禅清には格闘家の道に進んでほしくない気持ちが」「とても怪我が多い競技なので　この子にはわざわざその道に行かなくてもと思ってしまいます」と父としての本音を明かした[17]。
- 【主な出演番組】「新婚さんいらっしゃい！」（朝日放送テレビ）「ホンマでっか！？TV」 （フジテレビ）「潜在能力テスト」（フジテレビ）「絆で見抜け！覆面パートナー」（フジテレビ）「ヒルナンデス！」（日本テレビ）「有吉ぃぃeeeee!」（テレビ東京）「激！今夜もドル箱」（テレビ東京）「お金のまなびば!」（YouTube）「すこやかんぽ」（かんぽ生命 ※アプリ）
- 【出演媒体（広告他）】「ルンバに願いを」（iRobot）「Skindex」（アミノセルス製薬社）「Intel Evo hpspectrex360 13」（Intel）「SAFARI ME TIME」（Safari Online）「プライマリーマガジン」（イージー・パブリッシング）「妊活たまごクラブ」（ベネッセ・ムック）
- 【免許・資格】・普通自動車・大型自動二輪・１級小型船舶・特殊小型船舶・芦原会館弐段・極真会館黒帯・温泉ソムリエ